# (3866) Langley
(3866) Langley (1988 BH4) – planetoida z pasa głównego asteroid okrążająca Słońce w ciągu 5,59 lat w średniej odległości 3,15 j.a. Odkrył ją Henri Debehogne 20 stycznia 1988 roku.